# Taylor Nelson Sofres
TNS (prima anche conosciuta come Taylor Nelson Sofres)  è un'azienda internazionale specializzata in ricerche di mercato e sondaggi di opinione nata nel 1997.
Acquisita dal gruppo WPP nel 2008, è parte di Kantar Group, che raccoglie le aziende di insight e data management del gruppo.
Organizzata in specifiche aree di expertise per analisi sull'innovazione, la marca, la comunicazione, le strategie di Customer Experience, l'analisi dell'acquirente, gli studi sociali, è presente in più di 80 Paesi nel mondo.

## Storia
La storia di TNS, come istituto di ricerche di mercato, inizia nel 1946 con l'apertura, negli Stati Uniti
La crescita avvenne per fusioni ed acquisizioni, negli Stati Uniti, in Europa, in Asia, Americhe ed Australia.
Presente sul mercato italiano fin dagli anni sessanta con i marchi Burke, NFO Infratest, Abacus, TNS Infratest e Research International, è specializzata in ricerche qualitative e quantitative.